# Беорн
Беорн е митологичен образ от Средната земя. Наричан още Кожосменяч, този персонаж съчетава в себе си сила и доблест.
Беорн изиграва ключова роля в похода на джуджетата към Еребор, тъй като има известни магически умения, позволяващи му да се превръща в огромна черна мечка.
Когато уморената дружина на Торин Дъбощит, водена от Гандалф и хобита Билбо Бегинс, пристигат в дома му, първоначално Беорн не е много радушен да ги приеме. Причината е, че джуджетата не са сред най-любимите му създания, но все пак, заради дружбата си с Гандалф, той им дава храна и подслон.
По-късно, когато в Битката на Петте армии всичко изглежда загубено за елфи, джуджета и хора, Беорн пристига в последния момент, стъпква предводителя на орките – Болг, и разпилява войските му.
Завръщайки се в дома си в Равноскал, Беорн се задомява и потомците му – Беорнингите, стават Пазителите на брода.